# Rhinolophus hipposideros
Il ferro di cavallo minore (Rhinolophus hipposideros Bechstein, 1800) è un pipistrello della famiglia dei Rinolofidi diffuso nell'Ecozona paleartica.

## Descrizione

### Dimensioni
Si tratta di un pipistrello di piccole dimensioni, con la lunghezza della testa e del corpo tra 38 e 48 mm, la lunghezza dell'avambraccio tra 35,9 e 42,5 mm, la lunghezza della coda tra 22 e 33 mm, la lunghezza del piede tra 6,9 e 9 mm, la lunghezza delle orecchie tra 12 e 19 mm, un'apertura alare fino a 25,4 cm e un peso fino a 9 g.

### Aspetto
La pelliccia è lunga, soffice e lanuginosa. Le parti dorsali variano dal bruno-grigiastro al marrone, mentre le parti ventrali sono più chiare, grigiastre o bianco-grigiastre. Le orecchie sono di dimensioni normali. La foglia nasale presenta una lancetta triangolare, con i bordi leggermente concavi e l'estremità appuntita, un processo connettivo basso, leggermente arrotondato e talvolta appiattito, una sella priva di peli, lunga, stretta, cuneiforme, con l'estremità appuntita curvata in avanti e verso il basso. La porzione anteriore è stretta ma copre interamente il muso ed è provvista di un profondo incavo centrale alla base. Il labbro inferiore ha un solo solco longitudinale. Le membrane alari sono marroni o marroni scure. La coda è lunga ed inclusa completamente nell'ampio uropatagio. Il primo premolare superiore è relativamente grande e situato lungo la linea alveolare. 

### Ecolocazione
Emette ultrasuoni ad alto ciclo di lavoro con impulsi di lunga durata a frequenza costante di 105–113 kHz e con massima energia sulla seconda armonica.

## Biologia

### Comportamento

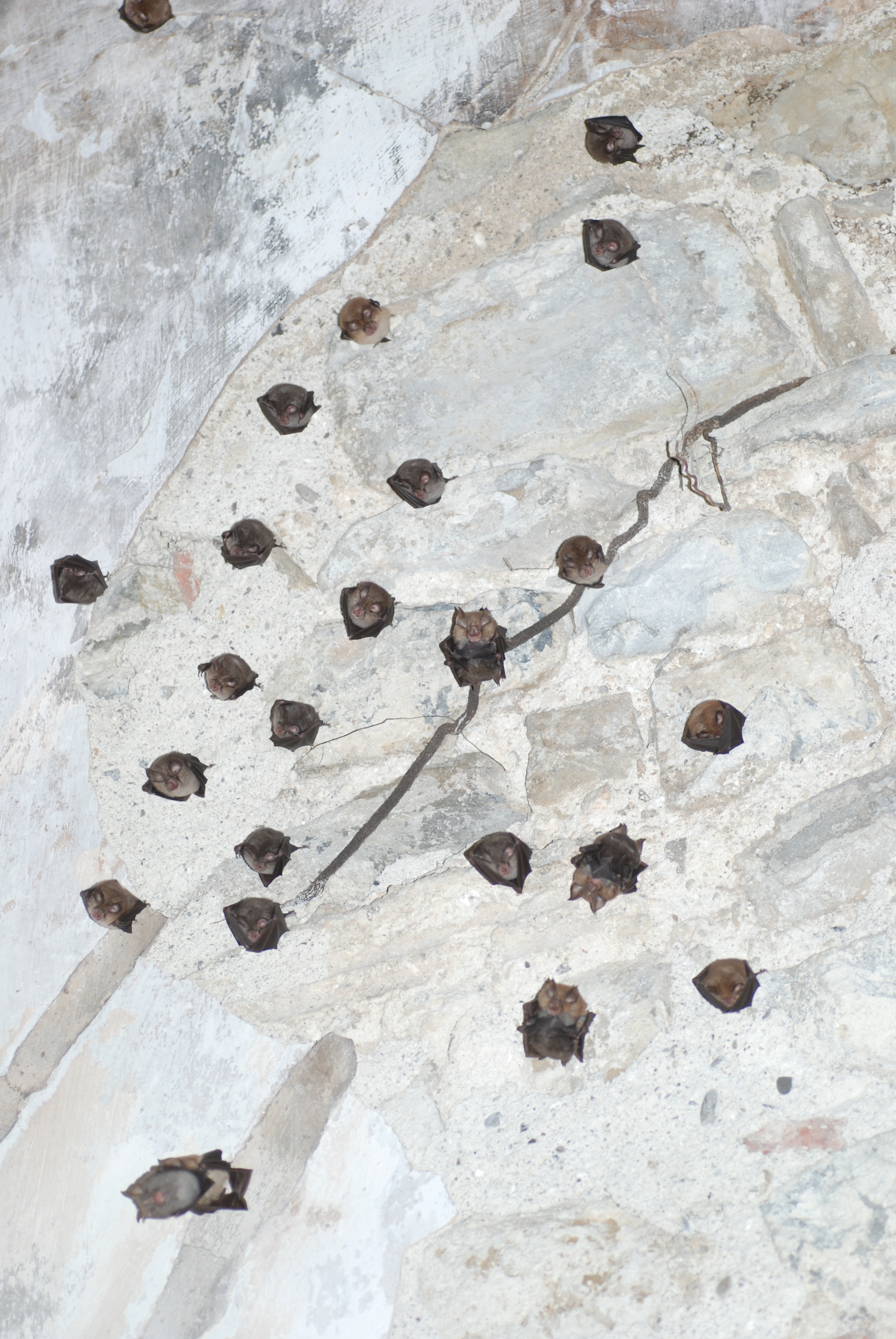
Colonia in un eremo abbandonato

In estate si rifugia in colonie numerose all'interno degli edifici nelle zone più settentrionali dell'areale, grotte e gallerie minerarie in quelle più meridionali. In questo periodo forma vivai costituiti da diverse centinaia di femmine ed alcuni maschi. In inverno entra in ibernazione solitariamente all'interno di grotte, gallerie minerarie e cantine, con temperature di 4-12 °C ed elevata umidità relativa. Rimane aggrappato alle pareti o alle volte con i soli piedi. L'attività predatoria inizia al tramonto. Il volo è agile, altamente manovrato ed effettuato fino a 5 metri dal suolo. È una specie sedentaria, con spostamenti massimi fino a 153 km.

### Alimentazione
Si nutre di insetti, particolarmente ditteri, lepidotteri, neurotteri e tricotteri catturati sul terreno o sui rami nei boschi, parchi, boscaglie e cespugli.

### Riproduzione
Danno alla luce un piccolo alla volta nella seconda metà di giugno. Il nascituro apre gli occhi dopo 10 giorni di vita, è in grado di volare dopo un mese ed è completamente indipendente dopo altre 2 settimane. Gli accoppiamenti avvengono in autunno e più raramente in inverno. Entrambi i sessi diventano maturi dopo 1-2 anni di vita. L'aspettativa di vita massima è di 21 anni.

## Distribuzione e habitat
Questa specie è diffusa nell'Ecozona paleartica, dall'Europa occidentale, Africa nord-occidentale, Vicino oriente attraverso il Caucaso e l'Iran fino al Kashmir. In Italia è presente su tutto il territorio, isole comprese.
Vive nei boschi e nelle vicinanze di insediamenti umani fino a 2.000 metri di altitudine.

## Tassonomia
Sono state riconosciute 6 sottospecie:
- R.h.hipposideros: Portogallo, Spagna, Isole Baleari, Francia, Belgio meridionale, Lussemburgo, Svizzera, Italia, Sardegna, Austria, Germania meridionale ed orientale, Polonia meridionale, Repubblica Ceca, Slovacchia, Ungheria, Slovenia, Bosnia ed Erzegovina, Croazia, Montenegro, Macedonia, Serbia, Albania, Bulgaria, Romania, Moldavia, Ucraina meridionale e sud-occidentale, Turchia;
- R.h.escalerae (Andersen, 1918): Marocco, Algeria e Tunisia settentrionali;
- R.h.majori (Andersen, 1918): Corsica;
- R.h.midas (Andersen, 1905): Caucaso, Iran settentrionale, occidentale e meridionale, Iraq nord-orientale, Turkmenistan sud-occidentale, Uzbekistan orientale, stato indiano del Jammu e Kashmir, Afghanistan orientale, Kirghizistan, Tagikistan;
- R.h.minimus (Heuglin, 1861): Penisola del Sinai, Eritrea, Gibuti, Etiopia centrale, Sudan sud-orientale, Arabia Saudita occidentale, Israele, Giordania nord-occidentale, Libano, Siria occidentale, Sicilia, Creta, Cipro, Malta;
- R.h.minutus (Montagu, 1808): Gran Bretagna sud-occidentale, Irlanda occidentale.

## Conservazione
La IUCN Red List, considerato il vasto areale, l'abbondanza e la stabilità almeno in alcune zone, classifica R.hipposideros come specie a rischio minimo (Least Concern)).